# المرأة وألعاب الفيديو

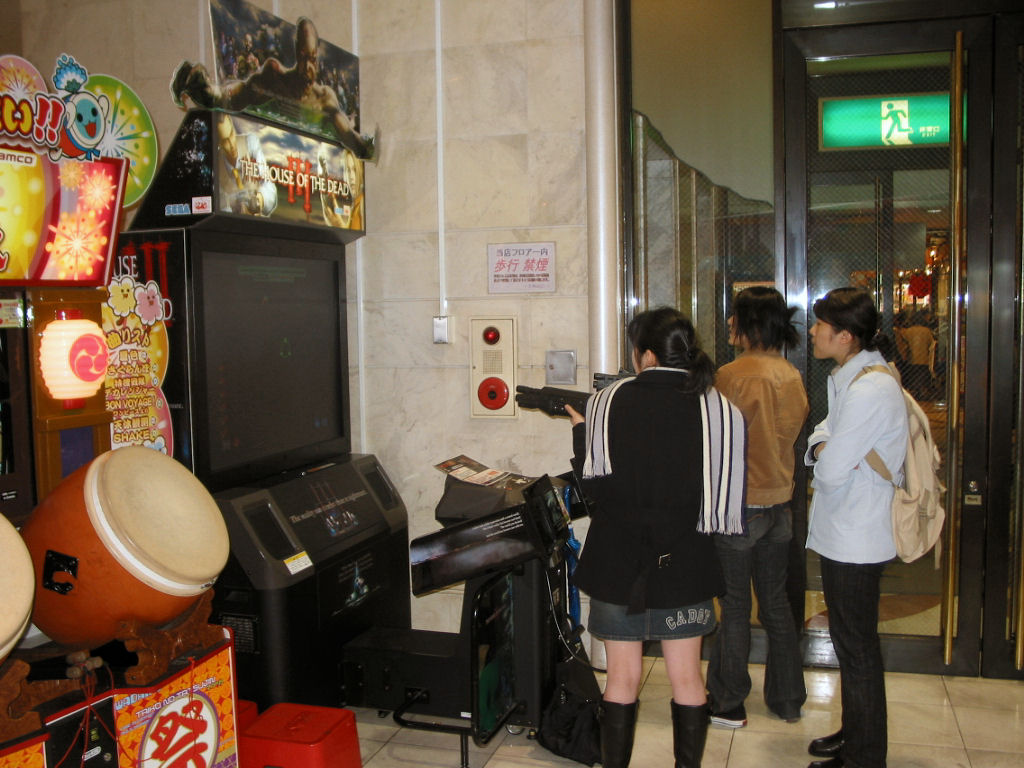
نساء يلعبن لعبة بيت الموتى الجزء الثالث في ممر ترفيهي باليابان 2005

حظيت العلاقة بين المرأة وألعاب الفيديو باهتمام أكاديمي، ومؤسسي، واجتماعي واسع النطاق. إذ أن موضوع التحيز الجنسي في ثقافة ألعاب الفيديو ازداد أهمية، بما في ذلك التنافس والتمثيل الناقص للمرأة كالشخصيات في الألعاب. ومنذ عام 1990 اُعتبرت لاعبات ألعاب الفيديو أقلية، ولكن الدراسات الاقتصادية لصناعة الألعاب أظهرت أنه مع الوقت أصبحت نسبة الجنسين أقرب إلى التساوي. ومنذ عام 2010 حازت الإناث نسبة ما يقارب النصف من عدد اللاعبين.
المنادون بزيادة عدد لاعبات ألعاب الفيديو يؤكدون على أن اللاعباتِ يعانون من مشاكل تحرمهم من اللعب، فضلًا عن المساحة الغير مستغلة إلى حد كبير لسوق ألعاب الإناث.
الجهود تتضمن تعظيم مشاركة المرأة مع الاعتراف بمشكلة فجوة (النوع) التمييز حسب الجنس في الإعلانات، والقوالب النمطية الاجتماعية، والافتقار إلى صانعات ألعاب الفيديو وما إلى ذلك. واُستخدم مصطلح «لاعبة ألعاب الفيديو» كعبارة أُعيد تخصيصها للاعبات الإناث لوصف أنفسهن، ولكن اُنتقدت أيضًا على أنها نتيجة عكسية أو هجومية.

## الخصائص الديموغرافية للاعبات
مشاركة الإناث في الألعاب أخذ في الازدياد. وفقًا لاستقصاء جمعية برامج الترفيه، ارتفعت نسبة النساء اللاعبات في الولايات المتحدة من 40% في عام 2010 إلى 48% في عام 2014. اليوم على الرغم من التصور السائد بأن: معظم اللاعبين هم من الرجال. إلا أن نسبة الإناث مقارنة بالذكور اللاعبين متوازنة، انعكاسًا على نسبة السكان عمومًا. فِي عام 2008 وجدت دراسة مركز بيو للأبحاث أنه من بين المراهقين، 65% من الرجال و 35% من النساء يصفِن أنفسهن على أنهم لاعِبون بشكل يومي، وقد تبين أن هذا الاتجاه أقوى لدى الفئة العمرية الأصغر سنًا.
ووجدت الدراسة أنه في حين أن الرجال البالغين يقوموا بلعب ألعاب وحدة التحكم أكثر من النساء البالغات على منصات أخرى هم على الأرجح متساوين في اللعب. ولكن حتى في هذا المجال فإن الأرقام تتحرك نحو المساواة.
في عام 2013 ذكرت نينتندو أن نصف مستخدميها من النساء، وفي عام 2015 وجدت دراسة أخرى من بيو أن المزيد من النساء الأمريكيات (42%) أكثر من الرجال (37%) يمتلكون وحدات ألعاب التحكم.
وفي عام 2013 أفادت مجلة فارايتي أن مشاركة الإناث زادت مع تقدم العمر (61٪؜ من النساء و 57٪؜ من الذكور الذين تتراوح أعمارهم بين 45 و 64 عامًا يقوموا بلعب الألعاب. استقصاء في منتصف 2015 بواسطة مؤشرات يوكي للمؤشرات، يوضح أن 42% من لاعبين ألعاب الفيديو البريطانيين هم من الإناث.

### تجميع البيانات
أجريت دراسات استقصائية ديموغرافية وطنية في أمريكا الشمالية سنوياً من قِبل منظمة برمجيات الترفيه (ESA) منذ عام 1997 على الأقل، ورابطة البرمجيات الكندية للترفيه (ESAC) منذ عام 2006. منظمات أخرى بما في ذلك الأسترالية / منذ عام 2005 جمع ونشر البيانات الديموغرافية على السكان المكونة لها على أساس شبه منتظم.
وفي أوروبا قام الاتحاد الإقليمي للبرامج التفاعلية في أوروبا (إسف) والعديد من المجموعات الوطنية الأصغر حجمًا مثل الرابطة البلجيكية للترفيه (بِي) ونيديرلاندز فيرينيجينغ فإن برودوسنتن إِنْ إيمبورتورس فَإِنْ يَلِدْنَ جيلويدسراجرز (نفبي)، ورابطة الترفيه البريطاني (أوكي)، أيضًا جُمع البيانات عن ألعاب الفيديو والإناث منذ عام 2012. وقد أُجريت دراسات أبحاث السوق لمرة واحدة والدراسات الاستقصائي لالثقافة من طرف مجموعة واسعة من المصادر الأخرى بما في ذلك بعض شرائح الصحافة الألعاب وكتاب الثقافة الأخرى منذ 198 عامًا. ولم يتم تتبّع أعداد النساء العاملات (اللاعبات) في الألعاب فحسب، بل تُتبع انتشار هذه الفئة من السكان على العديد من جوانب الألعاب. على مدى أكثر من 10 سنوات
| الدولة/المنطقة             | الجهة الباحثة | النسب عام 2012 (إناث لذكور) | النسب عام 2013 (إناث لذكور) | النسب عام 2016 (إناث لذكور) |
| -------------------------- | ------------- | --------------------------- | --------------------------- | --------------------------- |
| الولايات المتحدة الأمريكية | ESA           | 47: 53                      | 45 : 55                     | 41 : 59                     |
| سويسرا                     | ISFE          | 44: 56                      | غير متوفرة                  | غيرمتوفرة                   |
| السويد                     | ISFE          | 47: 53                      | غيرمتوفرة                   | غيرمتوفرة                   |
| أسبانيا                    | ISFE          | 44: 56                      | غيرمتوفرة                   | 45 : 55                     |
| البرتغال                   | ISFE          | 43: 57                      | غيرمتوفرة                   | غيرمتوفرة                   |
| بولندا                     | ISFE          | 44: 56                      | غيرمتوفرة                   | غيرمتوفرة                   |
| النرويج                    | ISFE          | 46: 54                      | غيرمتوفرة                   | غيرمتوفرة                   |
| نيوزلندا                   | IGEA          | 46: 54                      | غيرمتوفرة                   | 46 : 54                     |
| هولندا                     | ISFE          | 46 : 54                     | غيرمتوفرة                   | غيرمتوفرة                   |
| كوريا الجنوبية             | 17173         | غيرمتوفرة                   | 37 : 63                     | غيرمتوفرة                   |
| اليابان                    | 17173         | غيرمتوفرة                   | 66 : 34                     | غيرمتوفرة                   |
| إيطاليا                    | ISFE          | 48 : 52                     | غيرمتوفرة                   | غيرمتوفرة                   |
| بريطانيا                   | ISFE          | 46 : 54                     | غيرمتوفرة                   | 42 : 58                     |
| المانيا                    | ISFE          | 44 : 56                     | غيرمتوفرة                   | 49 : 51                     |
| فرنسا                      | ISFE          | 47 : 53                     | غيرمتوفرة                   | 52 : 48                     |
| فنلندا                     | ISFE          | 49 : 51                     | غيرمتوفرة                   | غيرمتوفرة                   |
| اوروبا                     | ISFE          | 45 : 55                     | غيرمتوفرة                   | غيرمتوفرة                   |
| الدنمارك                   | ISFE          | 42 : 58                     | غيرمتوفرة                   | غيرمتوفرة                   |
| جمهورية التشيك             | ISFE          | 44 : 56                     | غيرمتوفرة                   | غيرمتوفرة                   |
| الصين                      | 17173         | غيرمتوفرة                   | 27 : 73                     | غيرمتوفرة                   |
| كندا                       | ESAC          | 46 : 54                     | 46 : 54                     | 49 : 51                     |
| بلجيكا                     | ISFE          | 46 : 54                     | غيرمتوفرة                   | غيرمتوفرة                   |
| النمسا                     | ISFE          | 44 : 56                     | غيرمتوفرة                   | غيرمتوفرة                   |
| استراليا                   | IGEA          | 47 : 53                     | غيرمتوفرة                   | 47 : 53                     |

## الانتشار التاريخي
- حاول مؤلف بَاَك مَان، تَوَرَّوْ إيواتاني، مناشدة جمهور واسع - يتجاوز التركيبة الديموغرافية النموذجية للأولاد والمراهقين الصغار. كان هدفه جذب الفتيات إلى الممرات لأنه وجد أن هناك عدد قليل جداً من المباريات التي لعبتها النساء في ذلك الوقت.[9] الألعاب الإلكترونية ذكرت في عام 1982 أنها كانت «أول لعبة فيديو تجارية لإشراك أعداد كبيرة من النساء اللاعبات»، ضمن تسعة ألعاب المرات التي كيفية الفوز ألعاب الفيديو (1982) نَاقَشَ، كان باك مان الوحيد مع النساء كأغلبية اللاعبين. ورداً على ذلك، تكملة السيدة باك مان التي أطلقت في عام 1981, ظهرت بطل الرواية الإناث.
- في مايو 1982 ذكر عالم الاجتماع سيدني ج. كابلان تكوين ممر لعبة فيديو اللاعبين أن يكون ما يقارب من 80% من الذكور و 20% من الإناث.
- كيف أن الفوز في ألعاب الفيديو يُقدّر أن الرجال كانوا 95% من المُدافع و 90% من لاعبي سباق أوميغا، في حين كانت النساء نصف لاعبي سنتيبيد، دُونَكِي كَوْنُج، وثلاث مباريات أخرى.
- في عام 1983 نشر الباحث جون دبليو ترينكاوس النتائج التي تفيد بأن هناك 8 لاعبين من الذكور لكل 3 لاعبات من الإناث في ألعاب الفيديو.
- في عام 1983 قال مسؤول تنفيذي كَوَلِيِّكُو في جمعية بوسطن للكمبيوتر أن الجمهور المستهدف للكمبيوتر المنزلي آدم الجديد، استناداً إلى وحدة التحكم كوليكوفيسيون، كان «الأولاد الذين تتراوح أعمارهم بين 8 إلى 16 آبائهم، ونحن نعتقد أن هذه هي المجموعتين التي تمثل الوقود لمشتريات الكمبيوتر». وحينما أثار أعضاء الجمهور ثقتهم، أضاف أن إستراتيجية التسويق تستند إلى أبحاث المستهلكين.
- في عام 1988 ذكر الرئيس التنفيذي لشركة إبيكس ديفيد شانون مورس أن ألعاب كاليفورنيا كانت أول مباراة من شركته للاستئناف على قدم المساواة للذكور والإناث أثناء اللعب.
- في عام 1988 ذكرت بلايثينغز أنه من بين مستخدمي ألعاب الفيديو الأولي تمثل الإناث 21% من جميع اللاعبين.
- في عام 1988 ذكرت دراسة من قِبل نينتندو أن 27% من اللاعبين نيس في الولايات المتحدة كانت من الإناث.
- وأظهر استطلاع أجرته منظمة «عالم الألعاب الحاسوبية» في عام 1993 أن 7٪؜ من قرائها من الإناث.
- في عام 1994 أفادت دراسة استقصائية أجرتها شركة الألعاب الإلكترونية أن ألعاب سيجا جينيسيس كانت أكثر شعبية، حيث كانت نسبة ملكية 75%، تليها سنيس بنسبة 58.3%، وَغَيْمُ بوي بنسبة 58%، ومس-دوس مع 50%.
- في عام 1997 أصدرت شركة ماتيل باربي مصمم الأزياء، وبيع أكثر من 600٬000 نسخة، واعتبرت اللعبة خطوة هامة في دفع مصلحة في تصميم الألعاب للإناث.
- في عام 1998 ذكرت بُوسْطُن غلوب أن سوق ألعاب الفيديو للفتيات الصغيرات «تنفجر» بألقاب مثل بريمير أمريكان جيرلس.

## تفضيلات الأنواع لدى الجنسين
هناك اختلافات بين أنواع ألعاب الفيديو التي يفضلها الرجال والنساء، وجد تقرير صدر عام 2017 عن شركة تحليلات ألعاب الفيديو Quantic Foundry ، استنادًا إلى استطلاعات حول 270.000 لاعب، نسبًا متفاوتة للاعبين من الذكور والإناث ضمن أنواع مختلفة من الألعاب. لم تعزو الدراسة سبب الاختلافات في النسب المئوية إلى الجنس وحده، حيث أشارت إلى وجود علاقة متبادلة بين الألعاب الأقل لعبًا من قبل النساء والميزات التي تثبط عزيمة النساء، مثل قلة البطلات، أو تتطلب التواصل مع الغرباء عبر الإنترنت. ذكرت الدراسة أيضًا أنه في نفس النوع، تظهر بعض الألعاب المحددة نسبة مئوية أعلى أو أقل بشكل ملحوظ من النساء مقارنة بألقاب أخرى مماثلة. تقرير تحليل محتوى لـ 571 لعبة تم إصدارها بين عامي 1983 و 2014 بشخصيات أنثوية قابلة للعب يلامس أحد الأسباب المحتملة لنقص عدد النساء في بعض أنواع ألعاب الفيديو؛ قد تختار النساء تجنب بعض الأنواع التي تصور الشخصيات الأنثوية في ضوء سلبي، مثل الإفراط في ممارسة الجنس، حتى لا تصبح جزءًا من «دورة ذاتية الاستمرارية».
ذكرت الدراسة النسب التالية للاعبين من الذكور والإناث فيما يتعلق بأنواع معينة:
| النوع                         | النساء | الرجال |
| ----------------------------- | ------ | ------ |
| ألعاب تقمص الأدوار الغربية    | 26%    | 74%    |
| العاب تعاقب الأدوار           | 11%    | 89%    |
| تصويب تكتيكي                  | 4%     | 96%    |
| سرفايفل روجلايك               | 25%    | 75%    |
| العاب رياصية                  | 2%     | 98%    |
| العاب الساند بوكس             | 18%    | 82%    |
| العاب السباقات                | 6%     | 94%    |
| العاب المنصات                 | 25%    | 75%    |
| عالم مفتوح                    | 14%    | 86%    |
| موبا                          | 10%    | 90%    |
| العاب تقمص الأدوار اليابانية  | 33%    | 66%    |
| سرد القصص التفاعلي            | 37%    | 63%    |
| الألعاب الإستراتيجية          | 7%     | 93%    |
| العاب إطلاق منظور الشخص الأول | 7%     | 93%    |
| العاب المحاكاة                | 69%    | 31%    |
| العاب بناء المدن              | 22%    | 78%    |
| العاب الالغاز                 | 42%    | 58%    |
| أكشن أدفنتشر                  | 18%    | 82%    |
| لعبة أكشن تقمص الأدوار        | 20%    | 80%    |

## المرأة في صناعة ألعاب الفيديو
لا يزال الرجال يهيمنون على صناعة ألعاب الفيديو، فإن عدد النساء الموجودات في مراكز السلطة في شركات ألعاب الفيديو يستمر في الازدياد. في المقابل، وجدت شركة الأبحاث Newzoo أنه من بين 1.2 مليار نسمة حول العالم يمارسون  ألعاب الفيديو، فإن 46%، أو 570 مليون، هم من الإناث، مع أعلى نسبة من النساء اللاتي يلعبن ألعاب الفيديو موجودات في أمريكا اللاتينية (49%) وأدناها في آسيا والمحيط الهادئ المنطقة (43%). وتقول Newzoo إن أكثر المنصات شعبية في ممارسة الألعاب هي الهواتف الذكية والأجهزة اللوحية. تلعب ثلاث من أصل أربع لاعبات أميركيات، أو 61.7 مليون امرأة، الألعاب على أجهزتهن النقالة.